# Ингушетия
Ингушетия е субект в състава на Руската Федерация. Влиза в състава на Севернокавказкия федерален окръг и Северокавказкия икономически район. Територията ѝ е 3628 км2 (0,02% от Руската Федерация, 82-ро място) и е третият най-малък по площ субект на Русия. Население на 1 януари 2017 г. 480 474 души (74-то място, 0,33%). Столица град Магас.

## История
През 1810 г. Ингушетия влиза в състава на Руската империя. През 1921 г. става част от Горската (планинска) АССР. На 7 юни 1924 г. е образувана Ингушка автономна област в състава на РСФСР. На 15 януари 1934 г. е обединена с Чеченската автономна област в Чечено-Ингушка АО, която на 5 декември 1936 г. е преобразувана в Чечено-Ингушка АССР. На 29 януари 1944 г. Чечено-Ингушката АССР е ликвидирана, населението е насилствено изселено основно в Казахстан и други райони на СССР. На 9 януари 1957 г. е възстановена Чечено-Ингушката АССР, а на 4 юни 1992 г. и провъзгласена Република Ингушетия.
Названието на коренното население „ингуши“ най-вероятно произлиза от названието на село „Ангушт“. Ингушите използват само названието галагаи или хамур „планинци“.

## Географска характеристика
Република Ингушетия е разположена в централната част на северните склонове на планината Голям Кавказ и южната част на Чеченската равнина.
На запад и север граничи с Република Северна Осетия, на изток – с Република Чечения, а на юг – с Грузия. Ингушетия не граничи с Република Кабардино-Балкария, въпреки че наличие на такава граница е посочено на официалния сайт на двете републики. Ингушетия е отделена от Кабардино-Балкария с тясна ивица земя, на която е разположено село Хурикау (на осетински – „Слънчево село“) с ингушко население. Поради сложността на териториалния спор, формално селото е част от Северна Осетия. Между Северна Осетия и Ингушетия съществува и друг териториален спор. Ингушетия оспорва част от Пригородния район на Северна Осетия.
По територия Ингушетия е най-малкият регион в Русия (без да смятаме градовете от федерално значение Москва и Санкт Петербург).
Северните части на страната (около 1/3 от територията ѝ) попадат в степите на южната част на Чеченската равнина, където се простира обширната долина на река Сунжа (десен приток на Терек) заедно с нейния десен приток река Аса. Останалите 2/3 се заемат от северните разклонения на планината Голям Кавказ. По границата с Грузия преминава Главния Кавказки хребет и тук се намира най-високата точка на Ингушетия връх Шан, висок 4451 m. От главния Кавказки хребет на север се спускат три странични дълги планински хребета (Терски, Сунженски и Скалист), с дълбоко врязани между тях долини – най-дълга е долината на река Аса.
Климатът на Република Ингушетия в равнинните части е континентален, а в планината – планински. Средната годишна температура в планините е 3 °C, а в равнините – 10 °C. Годишната сума на валежите във високите части на страната достига до 1200 mm.
Речната система на Ингушетия принадлежи към водосборния басейн на река Терек, вливаща се в Каспийско море. Най-големите реки в страната са река Сунжа (десен приток на Терек), заедно със своя най-голям десен приток река Аса. Общо в Итгушетия има около 720 реки с обща дължина 1350 km, като голяма част от тях са марки реки и ручеи. Почти всички реки имат ясно изразен планински характер, водят началото си от ледниците на Кавказ и са с множество водопади. Основното им подхранване е снежно-ледниково. С малки изключения пълноводието на реките е през пролетно-летния и летния период (юни – август) в периода на интензивното снего- и ледотопене в планината. Голяма част от реките в региона не замръзват през зимата.

## Население
По данни от 2017 г., в Ингушетия живеят 480 474 души. Гъстотата на населението е 108,7 души/km2. Етническият състав на населението е следният:
- ингуши – 94,1%;
- чеченци – 4,6%;
- руснаци – 0,8%;
- лица от други националности – 0,34%;
- турци – 0,19%;
- грузинци – 0,07%.

## Административно-териториално деление
В административно-териториално отношение Република Ингушетия се дели на 5 републикански градски окръга и 4 муниципални района. Има 5 града, всичките с републиканско подчинение.
| Административна единица      | Площ (km2) | Население (2017 г.) | Административен център | Население (2017 г.) | Разстояние до Магас (в km) | Други градове и сгт с районно подчинение |
| ---------------------------- | ---------- | ------------------- | ---------------------- | ------------------- | -------------------------- | ---------------------------------------- |
| Републикански градски окръзи |            |                     |                        |                     |                            |                                          |
| Карабулак                    | 84         | 39 614              | гр. Карабулак          | 39 614              | 16                         |                                          |
| Магас                        | 13         | 7818                | гр. Магас              | 7818                |                            |                                          |
| Малгобек                     | ?          | 36 870              | гр. Малгобек           | 36 870              | 56                         |                                          |
| Назран                       | 80         | 116 020             | гр. Назран             | 116 020             | 4                          |                                          |
| Сунжа                        | ?          | 65 006              | гр. Сунжа              | 65 006              | 38                         |                                          |
| Муниципални райони           |            |                     |                        |                     |                            |                                          |
| Джейрахски                   | 627        | 2917                | с. Джейрах             | 1781                | 60                         |                                          |
| Малгобекски                  | 550        | 55 408              | гр. Малгобек           |                     | 56                         |                                          |
| Назрановски                  | 430        | 98 102              | гр. Назран             |                     | 4                          |                                          |
| Сунженски                    | 1613       | 123 725             | гр. Сунжа              |                     | 38                         |                                          |